# Hermann Cohen

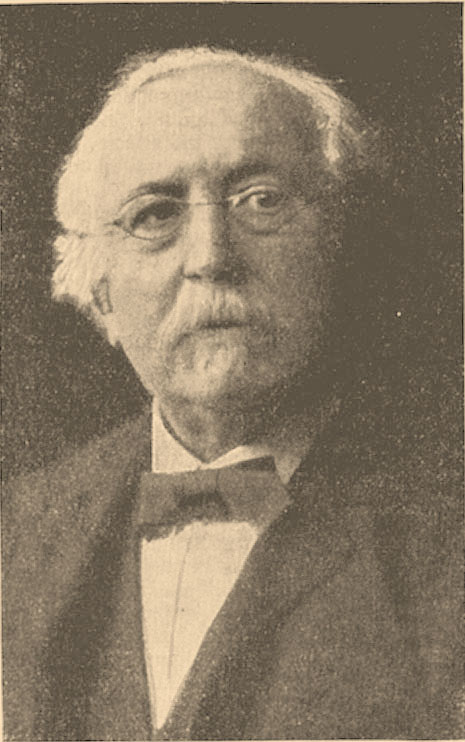
Hermann Cohen (Illustration aus der Jewish Encyclopedia)

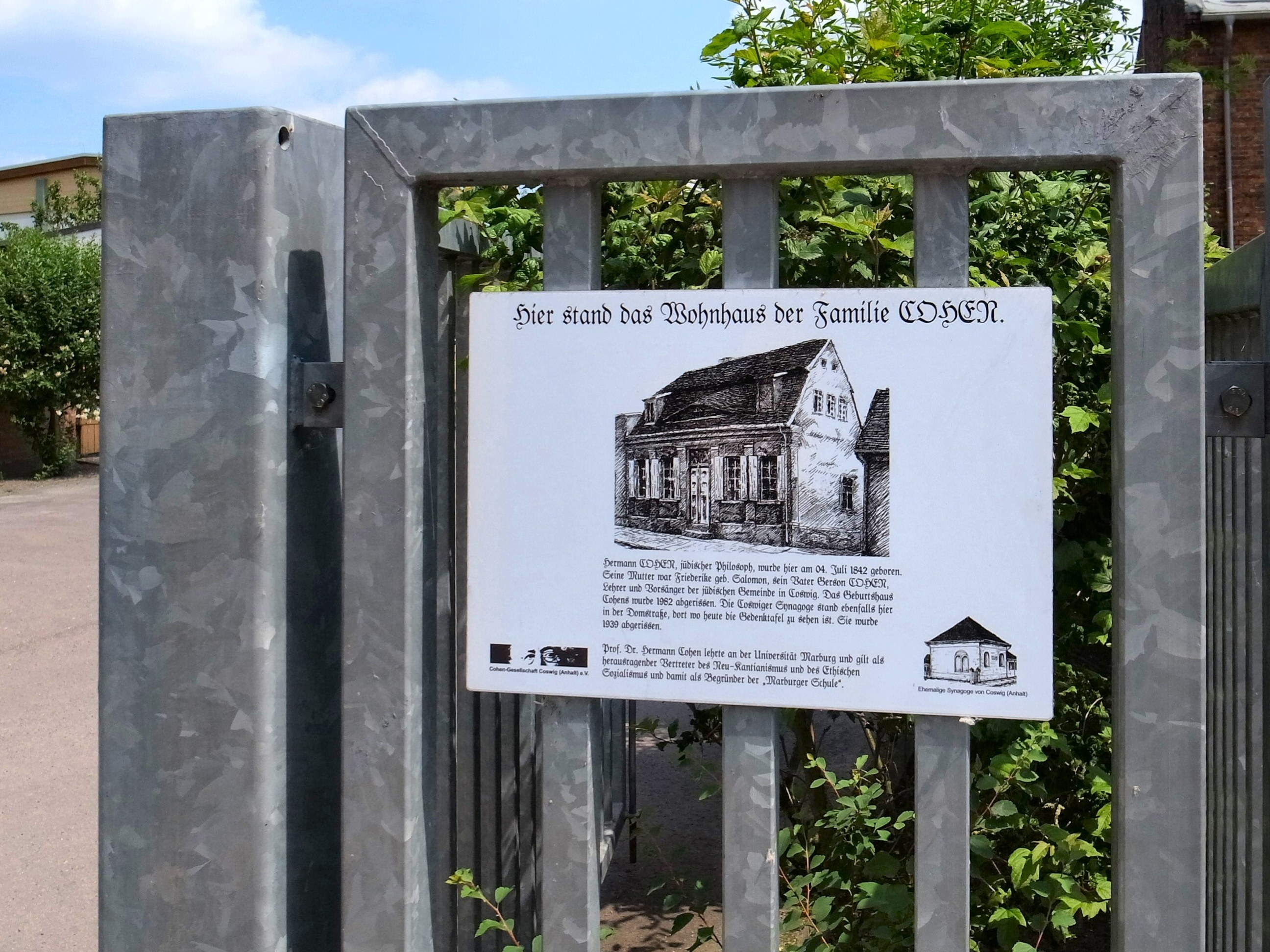
Gedenktafel in Coswig (Anhalt)

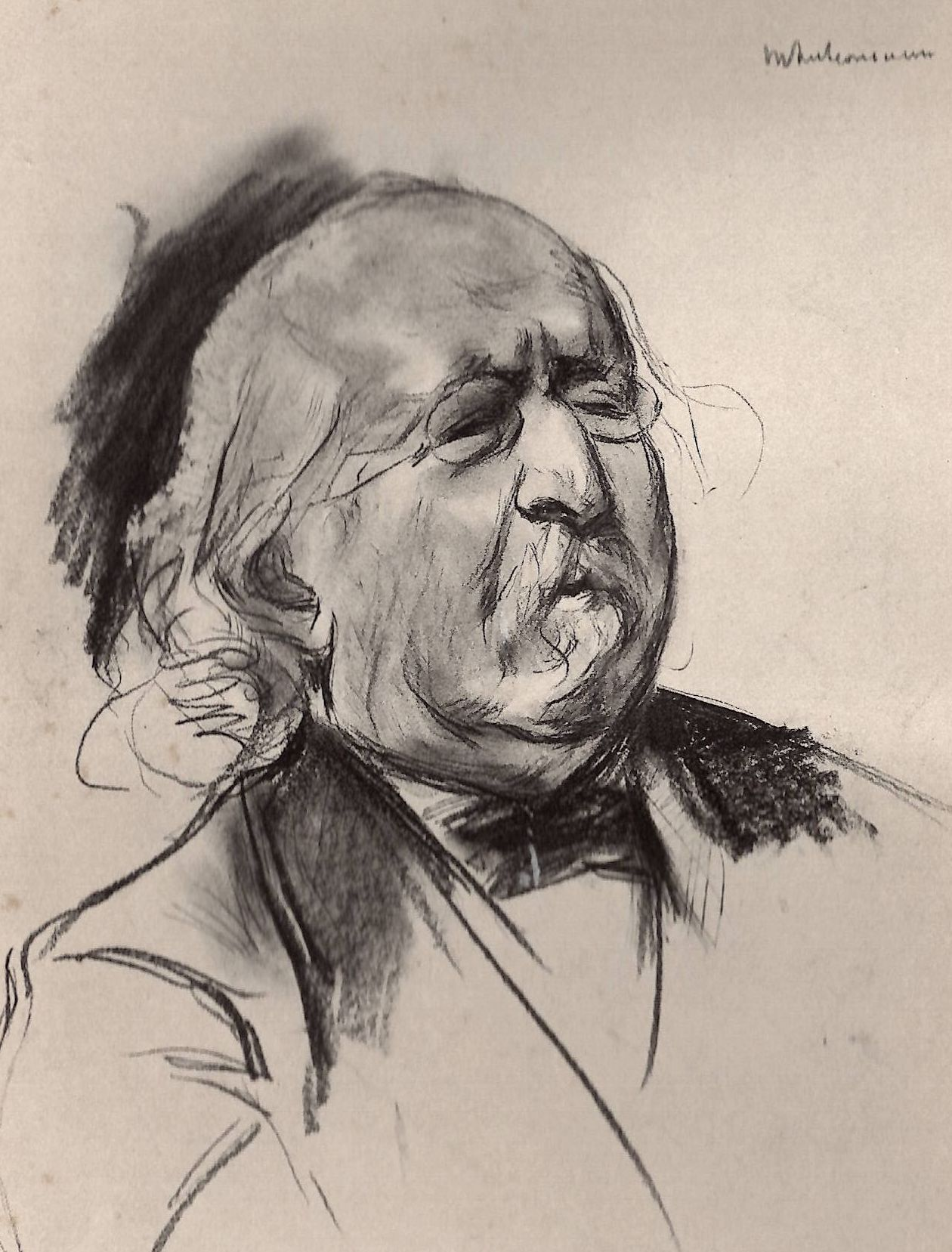
Hermann Cohen, Zeichnung von Max Liebermann

Hermann Cohen (geboren am 4. Juli 1842 in Coswig; gestorben am 4. April 1918 in Berlin-Schöneberg) war ein deutscher Philosoph. Er war – gemeinsam mit Paul Natorp – Schulhaupt des Marburger Neukantianismus, gilt aber zugleich auch als einer der wichtigsten Vertreter der jüdischen Philosophie im 20. Jahrhundert.

## Leben

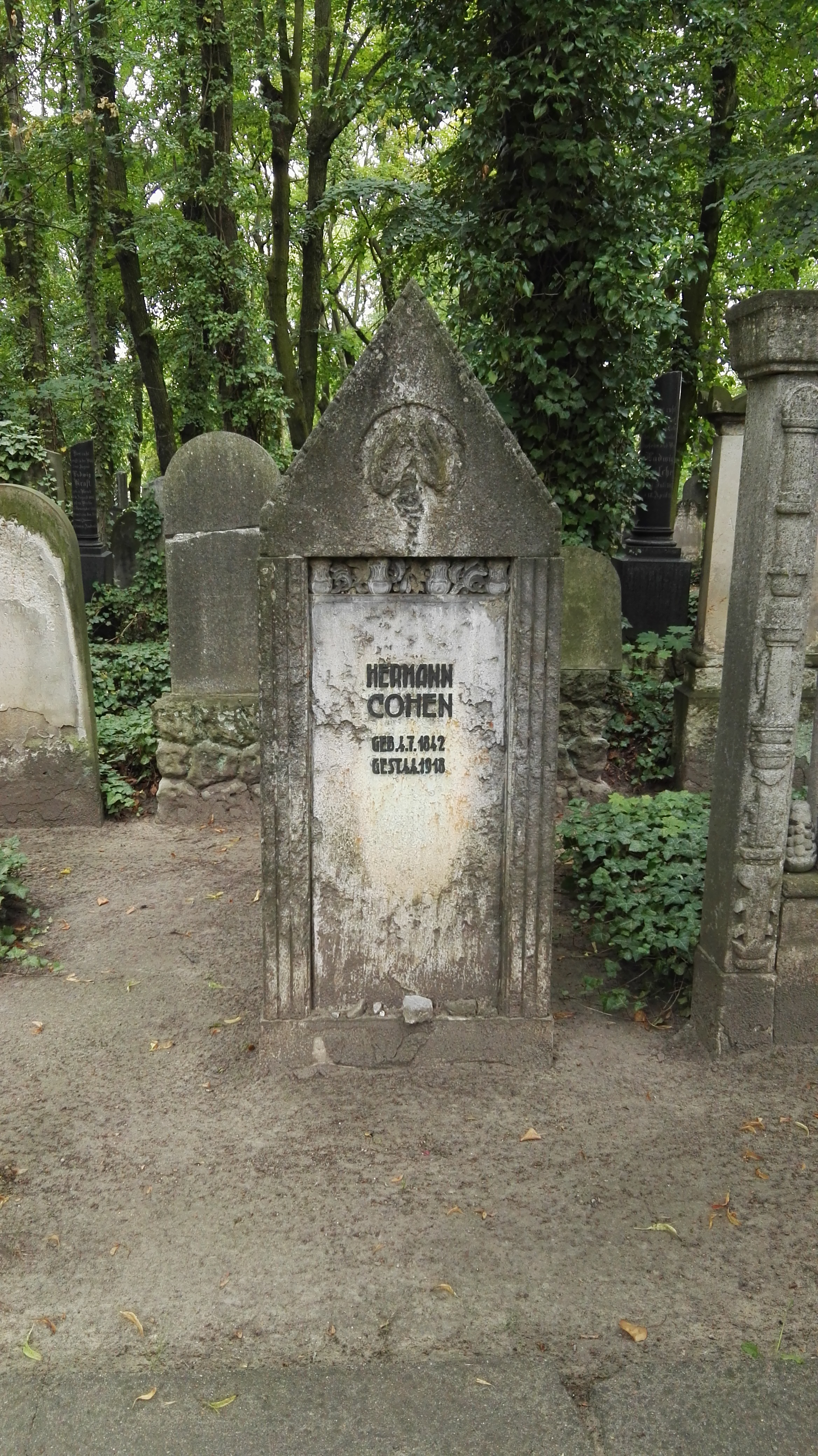
Grab auf dem Jüdischen Friedhof Berlin-Weißensee

Hermann Cohen war Sohn des jüdischen Lehrers und Kantors Gerson Cohen und dessen jüdischer Ehefrau Friederike. Er besuchte das Gymnasium in Dessau, das Matthias-Gymnasium in Breslau und das Jüdisch-Theologische Seminar in Breslau, bevor er 1861 an der Universität Breslau sein Studium aufnahm. Er studierte jüdische Religion, Altertumswissenschaften und Philosophie in Breslau und Berlin, wo er besonders von Friedrich Adolf Trendelenburg (1802–1872) und Heymann Steinthal (1823–1899) beeinflusst wurde. Auch bei August Boeckh, Emil Heinrich Du Bois-Reymond, Moriz Haupt und Karl Friedrich Werder studierte er, bevor er 1865 in Halle zum Dr. phil. promovierte und zunächst mehrere Aufsätze in der von Heymann Steinthal und Moritz Lazarus begründeten Zeitschrift für Völkerpsychologie und Sprachwissenschaft veröffentlichte.
Mit einem Beitrag zur Kontroverse zwischen Friedrich Adolf Trendelenburg und Kuno Fischer über Probleme der Auslegung der kritischen Philosophie Immanuel Kants rückte Cohen 1870 ins Blickfeld einer die gesamte akademische Philosophie in Deutschland erfassenden Kant-Renaissance. Cohen schlug eine Neuinterpretation Kants vor, die er in seiner Veröffentlichung Kants Theorie der Erfahrung im folgenden Jahr auch anstrebte. Der große Eindruck, den diese Schrift auf die Kant-Forschung machte, bot Cohen die Möglichkeit, sich 1873, bald nach der Berufung Friedrich Albert Langes nach Marburg, mit einer Arbeit über Die systematischen Begriffe in Kants vorkritischen Schriften bei diesem zu habilitieren, was dann auch 1873 vollzogen wurde.
Da Friedrich Albert Lange ihn als seinen „Geistes-Nachfolger“ bezeichnet hatte, wurde Cohen nach Langes Tod 1876 zu dessen Nachfolger berufen, so dass er seit jenem Jahr an der Universität Marburg Professor für Philosophie war. Dort begründete er die Marburger Schule des Neukantianismus, indem er seine Kant-Studien nach dem Muster der „drei Kritiken“ fortsetzte, nach den historischen Bedingungen von Kants philosophischen Anliegen fragte und so den Historismus für die systematische Philosophie nutzbar machte. In den Folgejahren gab er mehrere Werke zur aktuelleren Positionierung Kants heraus. So beispielsweise 1877 „Kants Begründung der Ethik“ und 1889 „Kants Begründung der Aesthetik“. 1912 hörte der spätere russische Nobelpreisträger für Literatur Boris Pasternak ein Semester lang bei Cohen. Auch der spätere Berliner Regierende Bürgermeister Ernst Reuter gehörte zu seinen Studenten und Bewunderern.
1878 heiratete Cohen die gerade achtzehnjährige Martha Lewandowski (ermordet in Theresienstadt, am 12. September 1942), eine Tochter des Komponisten Louis Lewandowski.
Bei seiner Emeritierung 1912 konnte der viel gefeierte, aber nicht unumstrittene Cohen seinen Schüler Ernst Cassirer als Nachfolger auf seinem Lehrstuhl nicht durchsetzen (Nachfolger Cohens wurde 1912 Erich Rudolf Jaensch). Er zog nach Berlin, um dort an der Hochschule für die Wissenschaft des Judentums, dessen Kuratorium er auch angehörte, zu unterrichten und sich stärker der Religionsphilosophie zuzuwenden. Hier wirkte er anregend, z. B. auf Franz Rosenzweig bei dessen philosophischen Studien zum Judentum.

## Wirken
Zum philosophischen Hauptwerk gehören sowohl die frühen, der „Neubegründung des kritischen Idealismus“ gewidmeten Werke Kants Theorie der Erfahrung, Kants Begründung der Ethik und Kants Begründung der Ästhetik als auch die Schriften eines eigenständigen, die kantische Philosophie weiterentwickelnden „Systems der Philosophie“, nämlich Logik der reinen Erkenntnis, Ethik des reinen Willens sowie Ästhetik des reinen Gefühls, und zahlreiche andere kleinere und umfangreichere Schriften. Seit 1977 erscheint im Olms Verlag eine von Helmut Holzhey u. a. herausgegebene Werkausgabe.
Cohens Neukantianismus interpretierte den Kategorischen Imperativ Kants so, dass er aufforderte: „mache Dir die Selbstgesetzgebung in der Person eines jeden Menschen zum Zwecke“. Daraus ergab sich, dass der Marburger Neukantianismus die Philosophie Kants benutzte, um ein politisches und soziales Programm zu begründen, das dem Sozialismus nahestand. Während die „roten Kantianer“ Karl Vorländer und Franz Staudinger für eine Marburger Tradition politisch für soziale Reformen eintretender Philosophie standen, die auch den späteren bayerischen Revolutionär und Ministerpräsidenten Kurt Eisner prägte, trat Cohen vor einer breiteren Öffentlichkeit vor allem für das Recht der Juden ein, auch ohne die christliche Taufe Deutsche sein zu können. Denn für Cohen war der ethische Idealismus, den er von Kant theoretisch begründet sah, in der deutschen Kultur ebenso verankert wie in der jüdischen Religion, der „Glut des sittlichen Enthusiasmus der Propheten“.

„So beten die Juden an ihren höchsten Festtagen: ‚Auf dass alle Erschaffenen sich vereinigen in einem Bunde‘. Und so lautet das Schlußgebet an jedem Tage: ‚dass die Welt gegründet werde auf das Reich Gottes‘. Der Monotheismus ist zum Messianismus geworden. Denn im Messianismus denkt der prophetische Jude das Ziel der Einen Menschheit ‚am Ende der Tage‘. Und auf dieses Ende, dieses Ziel muss jeder Tag im Menschenleben, im Völkerleben hinsteuern. Das ist unser Glaube an den Einzigen Gott der einigen Menschheit. – Was bedeutet Israel in der Menschheit? Nichts anderes und nichts Geringeres als den Boten dieser doppelsinnigen Einheit [Monotheismus und Messianismus]. Diese Botschaft ist der Sinn seiner [Israels] Erwählung.“

Cohens wichtigster Beitrag zur jüdischen Religionsphilosophie war sein 1919 postum erschienenes Buch Die Religion der Vernunft aus den Quellen des Judentums, erschienen innerhalb des Grundrisses der Gesamtwissenschaft des Judentums. Die Zweitausgabe, herausgegeben durch Bruno Strauss, trägt den korrigierten Titel Religion der Vernunft aus den Quellen des Judentums.
Bei seiner starken Hinwendung zur Religionsphilosophie nach 1912 wurde eine ganze Reihe von Punkten offenbar, an denen der „Neukantianer“ Cohen von Kants eigener Philosophie deutlich abwich, dem kantischen System teilweise sogar diametral widersprach. Das betraf z. B. Kants Lehre vom  radikalen Bösen, die philosophische Beurteilung von Christentum und Judentum, die Wichtigkeit einer heteronom-göttlichen Gesetzlichkeit (10 Gebote) im Gegensatz zur Autonomie der menschlichen Vernunft, die Frage der Unsterblichkeit („Ewiges Leben“), die Bedeutung eines Messias und manches mehr. Einige der religionsphilosophischen Aussagen Cohens sind so scharf und von mehr als nur religionsphilosophischer Relevanz, dass sie, falls zutreffend, das kantische System logisch außer Geltung setzen, d. h. „den Kern der Kantschen Lehre zunichte“ machen würden. Ob man in Anbetracht solcher Differenzen (Inkompatibilitäten) zwischen einer neukantianischen Früh- und einer stark gewandelten Spätphilosophie Cohens zu unterscheiden hat, bleibt zu klären.
Cohens Auseinandersetzung mit dem jüdischen Philosophen Spinoza (1915) und dessen Theologisch-politischem Traktat, worin dieser für eine genaue Bibelkritik, eine geometrisch klare Vernunft und eine scharfe Trennung von der geoffenbarten Religion eintritt, führte auf eine Ablehnung von dessen atheistischen Folgerungen für die Grundlegung des Staates und der liberalen Demokratie. Cohen sah hier ein Zusammenspiel der Religion mit der Philosophie und Kunst unter gleichen Zielen für den historischen und ethischen Fortschritt für richtig an.

## Schriften

### Einzelausgaben
- Zur Controverse zwischen Trendelenburg und Kuno Fischer. Dümmler, Berlin 1866.
- Kant´s Theorie der Erfahrung. Dümmler, Berlin 1871. (Digitalisat)
- Die systematischen Begriffe in Kants vorkritischen Schriften nach ihrem Verhältniss zum kritischen Idealismus. Habil.-Schrift. Dümmler, Berlin 1872. (Digitalisat)
- Kants Begründung der Ethik. Dümmler, Berlin 1877. (Digitalisat), 2. erw. Aufl. Cassirer, Berlin 1010 (Digitalisat)
- Ein Bekenntnis in der Judenfrage, Dümmler, Berlin 1880 (Archive.org)
- Das Prinzip der Infinitesimal-Methode und seine Geschichte. Ein Kapitel zur Grundlegung der Erkenntniskritik. Dümmler, Berlin 1883; wieder in: Werke (s. o.), 5; wieder separat: Mit einer Einleitung von Astrid Deuber-Mankowsky. Bearb. Johannes Kleinbeck. Turia + Kant, Wien 2014
- Die Nächstenliebe im Talmud: ein Gutachten / dem königl. Landgerichte zu Marburg erstattet, Marburg 1888 (Digitalisat)
- Kants Begründung der Aesthetik. Dümmler, Berlin 1889. (Digitalisat)
- System der Philosophie.
  - Logik der reinen Erkenntnis. 1. Teil. Cassirer, Berlin 1902. (Digitalisat)
  - Ethik des reinen Willens. 2. Teil. Cassirer, Berlin 1904. (Digitalisat)
  - Aesthetik des reinen Gefühls. 3. Teil. Cassirer, Berlin 1912. (Digitalisat)
- Der Begriff der Religion im System der Philosophie. Töpelmann, Gießen 1915. (Digitalisat)
- Deutschtum und Judentum. Mit grundlegenden Betrachtungen über Staat und Internationalismus. Töpelmann, Gießen 1915. (Digitalisat)
- Spinoza über Staat und Religion, Judentum und Christentum. In: Jahrbuch für jüdische Geschichte und Literatur, Bd. 18, Berlin 1915, S. 56–150. (Digitalisat)
- Was einigt die Konfessionen?, Vortrag gehalten in der Freien Wissenschaftlichen Vereinigung zu Berlin am 9. Juni 1917, Hutten-Verlag, Berlin S. 15–36 (Digitalisat)
- Die Religion der Vernunft aus den Quellen des Judentums. 1918 in: Zeitschrift Neue jüdische Monatshefte, 2. Jahrgang, Heft 15/16.
  - Parallelausgabe unter dem gleichen Titel, ohne Reihentitel: J. Kauffmann, Frankfurt 1919
  - „Zweite Auflage“: Religion [!] der Vernunft aus den Quellen des Judentums. Nach dem Manuskript des Verfassers neu durchgearbeitet und mit einem Nachwort versehen von Bruno Strauss. Mit einem Bild des Verfassers von Max Liebermann. Geleitwort Martha Cohen.[17] 2. Auflage, J. Kauffmann, Frankfurt 1929.
  - Nachdruck: Joseph Melzer, Köln 1959; zugl. Wissenschaftliche Buchgesellschaft, Darmstadt 1959.
  - weitere Nachdrucke: Melzer, Köln 1966; Fourier, Wiesbaden 1978; wieder ebd. 1988; wieder ebd. 1995.
  - Religion der Vernunft aus den Quellen des Judentums. Hrsg. Bruno Strauss, neu eingeleitet von Ulrich Oelschläger. Marix, Wiesbaden 2008.
- Hermann Cohens Jüdische Schriften (drei Bände) mit einer Einleitung von Franz Rosenzweig hrsg. von Bruno Strauß, Schwetschke & Sohn, Berlin 1924 (Digitalisat)

### Gesamtausgabe („Werke“)
- Werke. Hrsg. vom Hermann-Cohen-Archiv am Philosophischen Seminar der Universität Zürich unter der Leitung von Helmut Holzhey. Olms, Hildesheim 1977 ff.

### Fremdsprachige Ausgaben
- Dat ha-Tevunah mi-Mekorot ha-Yahadut. Übersetzt von Zvi Wislavsky. Hrsg. mit Anmerkungen von Shmuel Hugo Bergmann und Nathan Rotenstreich, Mossad Bialik, Jerusalem 1971.
- Religion of reason out of the sources of Judaism. Translated with an introduction by Simon Kaplan; introductory essays by Leo Strauss, New York: F. Ungar Pub. Co., 1972 [Zweite Auflage: Introductory essays for the 2. ed. by Steven S. Schwarzschild, Atlanta, Ga (USA): Scholars Press, 1995 (Texts and translations series; 7)]
- Religion de la raison: tirée des sources du judaïsme. Traduction de l'allemand par Marc B. de Launay et Anne Lagny, Paris: Presses universitaires de France, 1994.
- Religione della ragione dalle fonti dell' ebraismo. Edizione italiana a cura di Andrea Poma; traduzione e note di Pierfrancesco Fiorato, San Paolo: Cinisello Balsamo, 1994 (Classici del pensiero; 3).

## Porträts
- Fotografie in: Der Große Brockhaus. 15. Auflage, Band 4, S. 172.
- Büste von Otto Schließler aus Bronze aus dem Jahre 1928: Bildnis Professor Cohen, Bronze[18]
- Zweiseitige Bronzegußmedaille und einseitige (nur Porträtseite) Silbergußmedaille 2003 (Medailleurin: Lucia Maria Hardegen (* 1951), Bonn), jährlich verliehen von der Hermann-Cohen-Akademie für Religion, Wissenschaft und Kunst.
- Reproduktion einer zeitgenössischen Lithografie